# 2 de junho
2 de junho é o 153.º dia do ano no calendário gregoriano (154.º em anos bissextos). Faltam 212 dias para acabar o ano.

## Eventos históricos

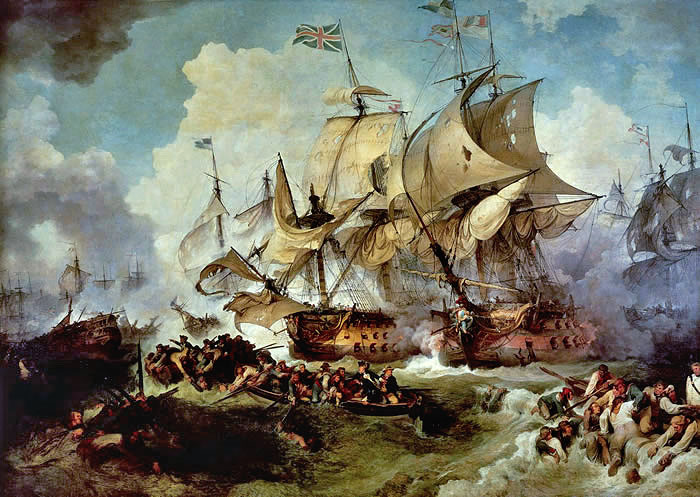
455: Saque de Roma

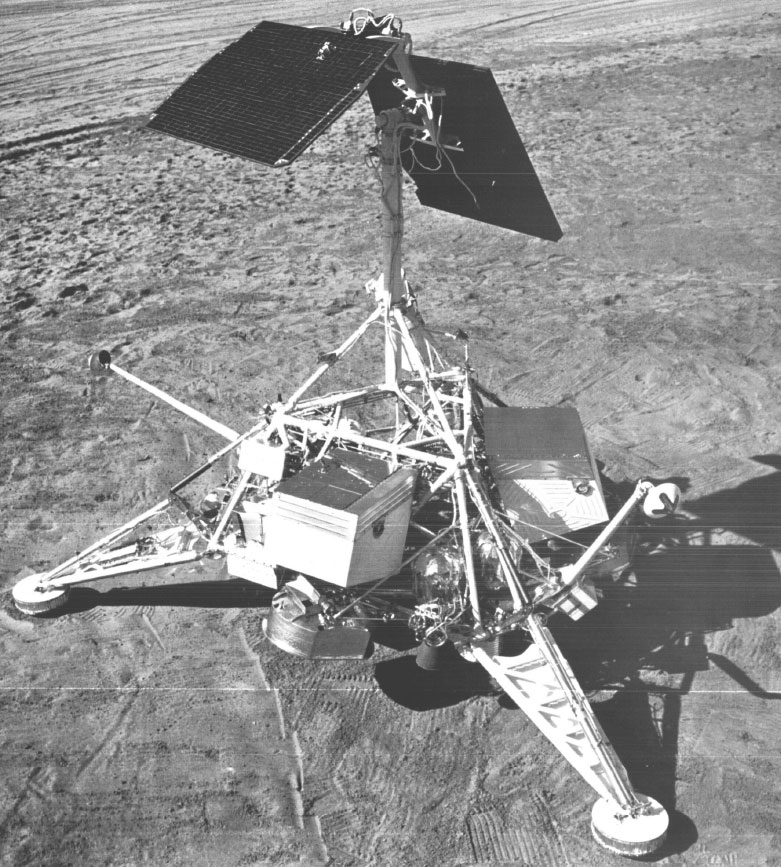
1966: Surveyor 1 pousa no Oceanus Procellarum da Lua

- 0455 — Saque de Roma: vândalos entram em Roma e saqueiam a cidade por duas semanas.
- 1010 — Batalha de Aqbat al-Bakr teve lugar no contexto da Guerra civil do al-Andalus, resultando em uma derrota para o Califado de Córdova.
- 1098 — Primeira Cruzada: o primeiro Cerco de Antioquia termina quando as forças cruzadas tomam a cidade; o segundo cerco começa cinco dias depois.
- 1676 — Guerra Franco-Holandesa: a França assegura a supremacia de sua frota naval pelo restante da guerra com sua vitória na Batalha de Palermo.
- 1692 — Bridget Bishop é a primeira pessoa a ser julgada por bruxaria em Salem, Massachusetts; foi considerada culpada e posteriormente enforcada.
- 1765 — Na Guatemala, o primeiro assentamento da cidade de Chiquimula é destruído por um violento furacão e vários terremotos, conhecidos como Terremotos de la Santísima Trinidad, que causam deslizamentos de terra e inundações.[1]
- 1780 — Os motins anticatólicos de Gordon em Londres deixam cerca de 300 a 700 pessoas mortas.[2]
- 1793 — Revolução Francesa: François Hanriot, líder da Guarda Nacional parisiense, prende 22 girondinos selecionados por Jean-Paul Marat, preparando o terreno para o Reinado do Terror.
- 1805 — Guerras Napoleônicas: uma frota franco-espanhola reconquista Diamond Rock, uma ilha desabitada na entrada da baía que leva a Fort-de-France, dos britânicos.
- 1848 — O congresso eslavo em Praga começa.
- 1888 — Fundação do Jornal de Notícias, no Porto.
- 1896 — Guglielmo Marconi solicita a patente de seu telégrafo sem fio.
- 1909 — Alfred Deakin torna-se primeiro-ministro da Austrália pela terceira vez.
- 1910 — Charles Rolls, cofundador da Rolls-Royce Limited, torna-se o primeiro homem a fazer uma travessia dupla ininterrupta do Canal da Mancha de avião.
- 1919 — Anarquistas simultaneamente lançam bombas em oito cidades separadas dos EUA.
- 1946 — Nascimento da República Italiana: em um referendo, os italianos votam para transformar a Itália de monarquia em república. Após o referendo, o rei Humberto II da Itália é exilado.
- 1949 — A Transjordânia passa a denominar-se oficialmente Jordânia, após anexar a zona oriental da Palestina.
- 1953 — Coroação de Elizabeth II, rainha do Reino Unido, Canadá, Austrália, Nova Zelândia e Seus Outros Reinos e Territórios e Chefe da Comunidade Britânica, o primeiro grande evento internacional a ser televisionado.
- 1955 — A URSS e a Iugoslávia assinam a declaração de Belgrado e assim normalizam as relações entre os dois países, interrompidas desde 1948.[3]
- 1957 — Na área de testes de Nevada, os Estados Unidos detonam a bomba de hidrogênio Franklin. É a bomba número 90 do total de 1 132 bombas atômicas que o país detonou entre 1945 e 1992.
- 1962 — Durante a Copa do Mundo FIFA de 1962, a polícia teve que intervir várias vezes em lutas entre jogadores chilenos e italianos em um dos jogos mais violentos da história do futebol.
- 1963
  - O príncipe regente Faisal decreta a abolição da escravatura na Arábia Saudita, último país do mundo em que ela existia.
  - Estreia o Programa Silvio Santos, um dos mais famosos programas de auditório da televisão brasileira.
- 1964 — Criação da Organização para a Libertação da Palestina (OLP).
- 1966 — Programa Surveyor: Surveyor 1 pousa no Oceanus Procellarum da Lua, tornando-se a primeira nave espacial dos Estados Unidos a aterrar em outro mundo.
- 1967 — Protestos em Berlim Ocidental contra a chegada do Xá do Irã se transformam em tumultos, durante os quais Benno Ohnesorg é morto por um policial. Sua morte resulta na fundação do grupo terrorista Movimento 2 de Junho.
- 1979 — O Papa João Paulo II inicia a sua primeira visita oficial à Polônia, tornando-se o primeiro papa a visitar um país comunista.
- 1983 — Após um pouso de emergência devido a um incêndio em voo, vinte e três passageiros a bordo do Voo Air Canada 797 morrem quando as portas do avião se abrem e o oxigênio que entra enche de imediato de chamas o interior do avião. Devido a esse incidente, vários novos regulamentos de segurança são implementados.
- 1998 — Ônibus espacial Discovery parte para a última missão de abastecimento da NASA à estação orbital russa Mir.
- 2003 — Europa lança sua primeira viagem para outro planeta, Marte. A sonda Mars Express da Agência Espacial Europeia é lançada do centro espacial de Baikonur, no Cazaquistão.
- 2012 — Ex-presidente egípcio Hosni Mubarak é condenado à prisão perpétua por seu papel no assassinato de manifestantes durante a Revolução Egípcia de 2011.
- 2023 — Uma colisão de trens deixa mais de 200 mortos e 1 175 feridos em Orissa, Índia.
- 2024 — Claudia Sheinbaum é eleita a primeira mulher presidente do México e da América do Norte.

## Nascimentos

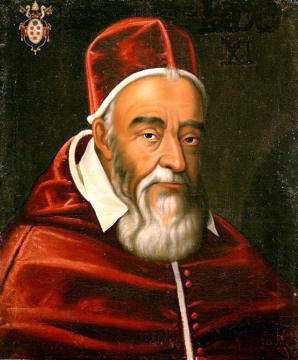
Leão XI

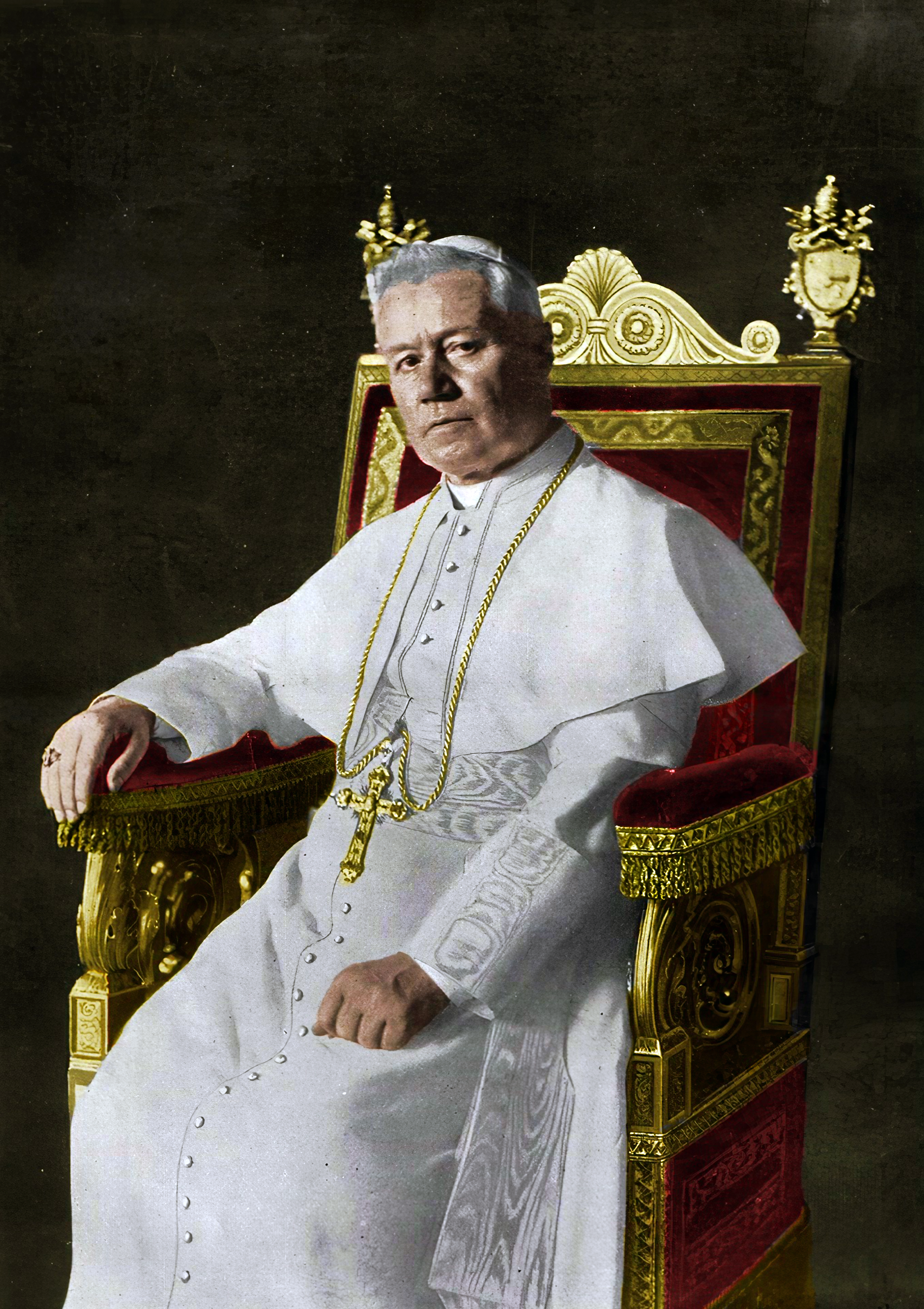
Pio X

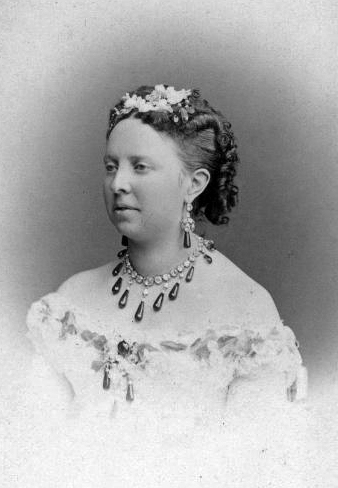
Alexandra Petrovna da Rússia

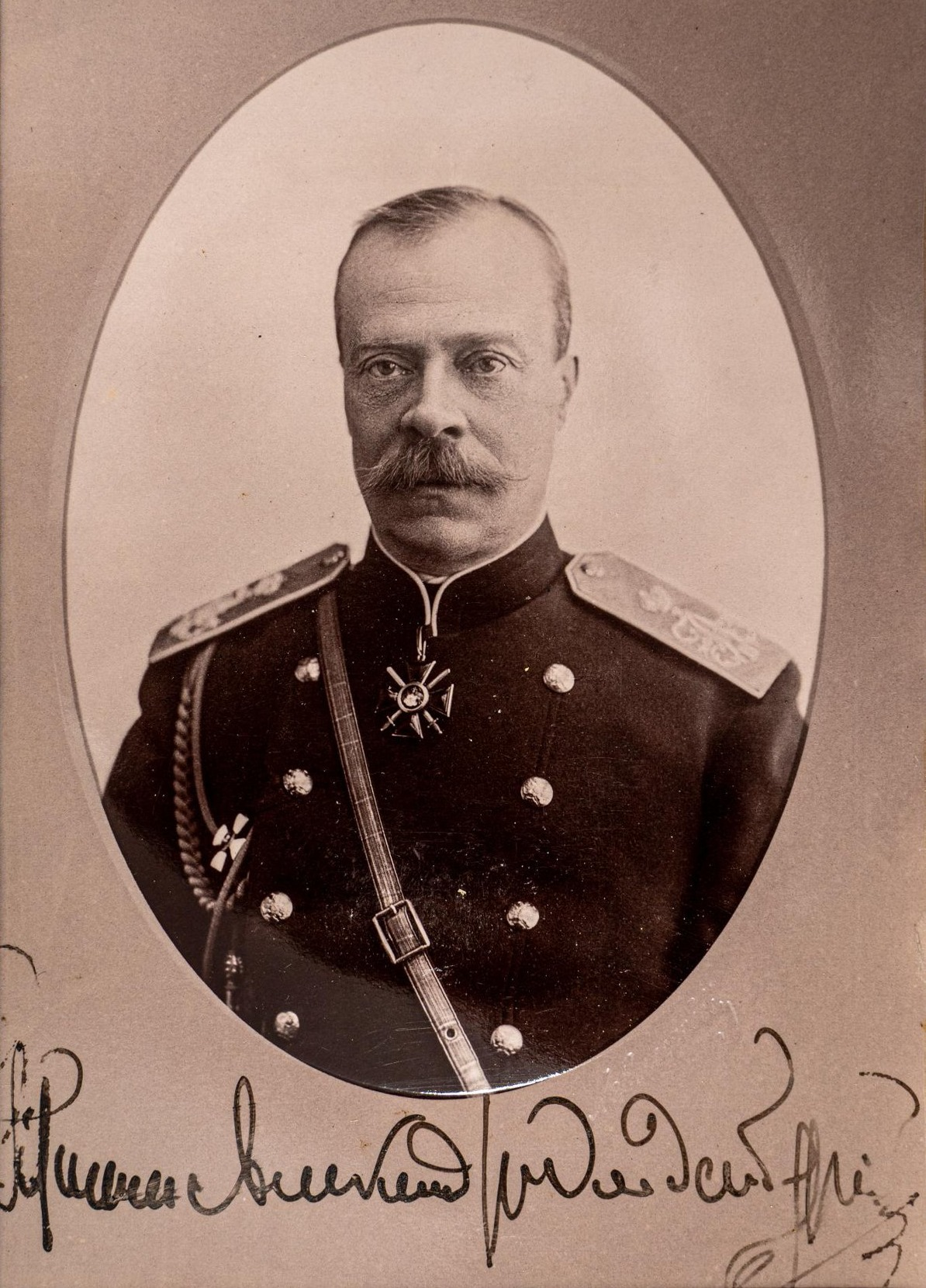
Alexandre de Oldemburgo

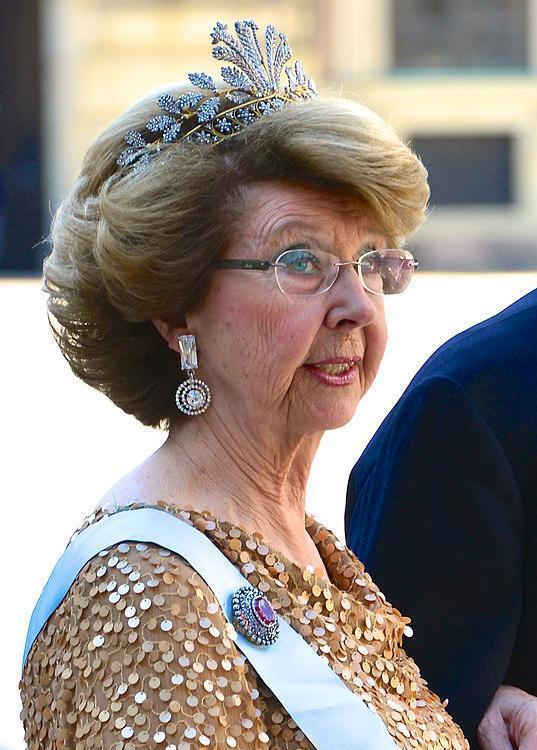
Desidéria da Suécia

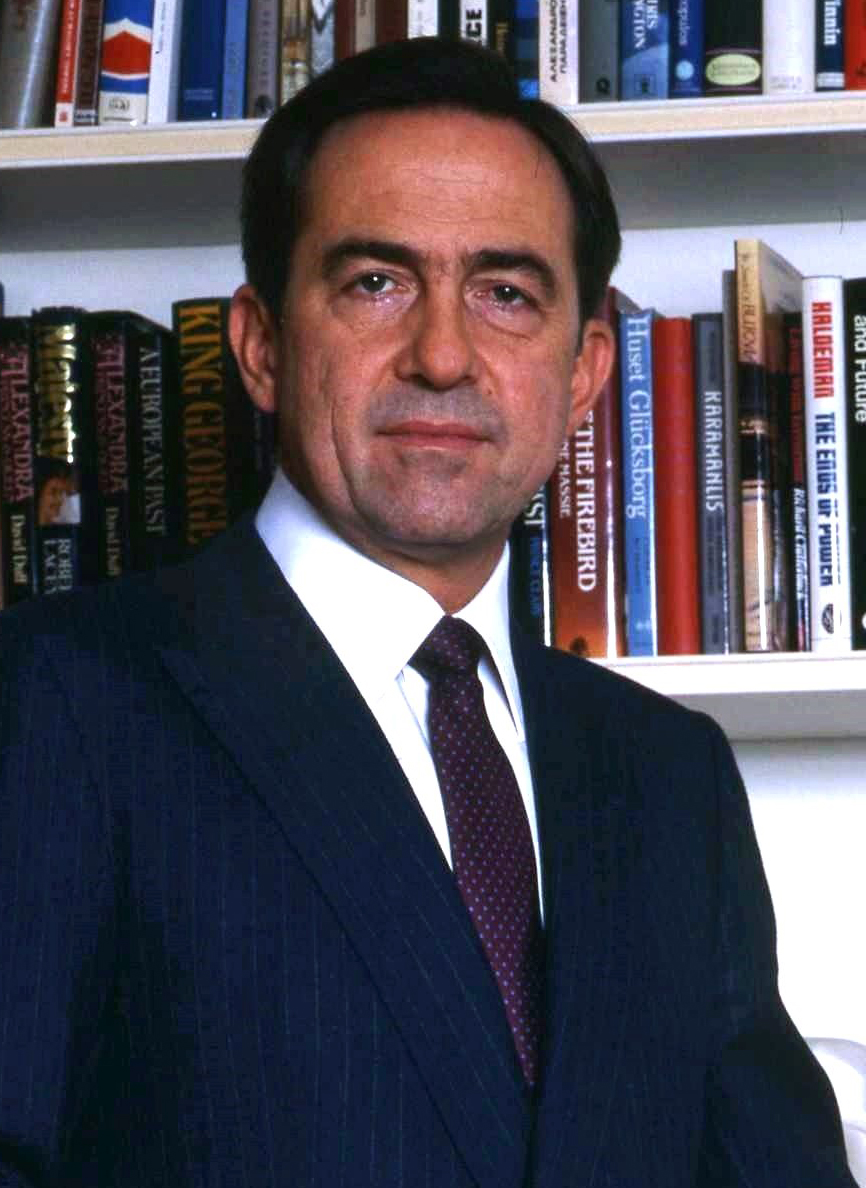
Constantino 2.º

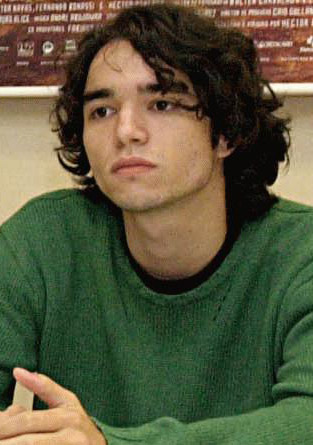
Caio Blat

### Anteriores ao século XIX
- 1202 — Margarida 2.ª de Flandres (m. 1280).
- 1424 — Fernando 1.º de Nápoles (m. 1494).
- 1489 — Carlos de Bourbon, duque de Vendôme (m. 1537).
- 1535 — Papa Leão XI (m. 1605).
- 1565 — Francisco Ribalta, pintor espanhol (m. 1628).
- 1690 — Louis Petit de Bachaumont, escritor francês (m. 1771).
- 1691 — Nicolau Nasoni, arquiteto italiano (m. 1773).
- 1737 — Ernesto Augusto 2.º, Duque de Saxe-Weimar-Eisenach (m. 1758).
- 1740 — Marquês de Sade, escritor francês (m. 1814).
- 1743 — Cagliostro, ocultista italiano (m. 1795).
- 1780 — Nils Gabriel Sefström, químico sueco (m. 1845).

### Século XIX
- 1801 — Atanasio Cruz Aguirre, político uruguaio (m. 1875).
- 1816 — Grace Aguilar, escritora britânica (m. 1847).
- 1821 — Ion Brătianu, político romeno (m. 1891).
- 1822 — John Spencer-Churchill, 7.º Duque de Marlborough (m. 1883).
- 1823 — Adolf Bernhard Christoph Hilgenfeld, teólogo alemão (m. 1907).
- 1831 — Marcelino Sanz de Sautuola, jurista e arqueólogo espanhol (m. 1888).
- 1835 — Papa Pio X (m. 1914).
- 1838 — Alexandra Petrovna da Rússia (m. 1900).
- 1840 — Thomas Hardy, escritor britânico (m. 1928).
- 1844 — Alexandre Petrovich da Rússia (m. 1932).
- 1857
  - Edward Elgar, compositor britânico  (m. 1934).
  - Karl Adolph Gjellerup, poeta e escritor dinamarquês (m. 1919).
- 1863 — Felix Weingartner, pianista, compositor e maestro croata-austríaco (m. 1942).
- 1865 — Amália Luazes, pedagoga e escritora portuguesa (m. 1938).
- 1866 — Marcel Kerff, ciclista belga (m. 1914).
- 1876 — Embrik Strand, aracnólogo e entomologista norueguês (m. 1947).
- 1879 — Alfred Paget, ator britânico (m. 1925).
- 1884 — Mia May, atriz austríaca (m. 1980).
- 1889 — Martha Wentworth, atriz americana (m. 1974).
- 1891 — Takijiro Onishi, almirante japonês (m. 1945).
- 1895 — William Guy Carr, militar e escritor canadense (m. 1959).
- 1897 — Paul Schmiedlin, futebolista suíço (m. 1981).

### Século XX

#### 1901–1950
- 1903 — Max Aub, escritor espanhol (m. 1972).
- 1904
  - Johnny Weissmuller, ator e nadador estadunidense (m. 1984).
  - František Plánička, futebolista tcheco (m. 1996).
- 1908 — Marcel Langiller, futebolista francês (m. 1980).
- 1909 — Rudolf Brandt, advogado e militar alemão (m. 1948).
- 1911 — Xiao Hong, escritora chinesa (m. 1942).
- 1913
  - Barbara Pym, escritora britânica (m. 1980).
  - Joaquín Solano, ginete mexicano (m. 2003).
  - Walter Andreas Schwarz, cantor, compositor, escritor e tradutor alemão (m. 1992).
- 1915 — Lester Del Rey, escritor e editor norte-americano (m. 1993).
- 1920
  - Don Branson, automobilista estadunidense (m. 1966).
  - Marcel Reich-Ranicki, crítico literário alemão (m. 2010).
- 1922
  - Juan Antonio Bardem, cineasta espanhol (m. 2002).
  - Carmen Silvera, atriz canadense (m. 2002).
- 1923 — Lloyd Shapley, matemático e economista estadunidense (m. 2016).
- 1926
  - Raul Hilberg, historiador estadunidense (m. 2007).
  - Milo O'Shea, ator irlandês (m. 2013).
- 1927 — Robert Louis Dressler, botânico estadunidense (m. 2019).
- 1929
  - Jean Van Steen, futebolista belga (m. 2013).
  - Ken McGregor, tenista australiano (m. 2007).
- 1930 — Pete Conrad, astronauta estadunidense (m. 1999).
- 1931
  - Viktor Tsarov, futebolista russo (m. 2017).
  - Jacques Garelli, poeta e filósofo francês (m. 2014).
- 1933 — Rostislav Vargashkin, ex-ciclista russo.
- 1934 — Germano Mathias, cantor e compositor brasileiro (m. 2023).
- 1937 — Robert Paul, ex-patinador artístico canadense.
- 1938
  - Ron Ely, ator estadunidense (m. 2024).
  - Desidéria da Suécia.
  - Kevin Brownlow, cineasta britânico.
- 1940
  - Constantino II da Grécia (m. 2023).
  - István Csom, enxadrista húngaro (m. 2021).
  - Yuri Pshenichnikov, futebolista e treinador de futebol uzbeque (m. 2019).
- 1941
  - Charlie Watts, baterista britânico (m. 2021).
  - Stacy Keach, ator e dublador estadunidense.
  - Dinko Dermendzhiev, futebolista e treinador de futebol búlgaro (m. 2019).
- 1942
  - Eduard Malofeyev, ex-futebolista e treinador de futebol bielorrusso.
  - Alba Zaluar, antropóloga brasileira (m. 2019).
- 1943
  - José Miguel Insulza, advogado e político chileno.
  - Ágota Bujdosó, handebolista húngara (m. 2025).
- 1944
  - Marvin Hamlisch, compositor estadunidense (m. 2012).
  - Luiz Magnelli, ator brasileiro.
- 1945 — Rita Borsellino, ativista e política italiana (m. 2018).
- 1946
  - Lasse Hallström, cineasta e produtor de televisão sueco.
  - Peter Sutcliffe, assassino em série britânico (m. 2020).
- 1948
  - Meire Pavão, cantora brasileira (m. 2008).
  - Contardo Calligaris, escritor, psicanalista e dramaturgo ítalo-brasileiro (m. 2021).
  - Diana, cantora e compositora brasileira (m. 2024).
- 1950
  - Joanna Gleason, atriz canadense.
  - Momčilo Vukotić, futebolista e treinador de futebol sérvio (m. 2021).

#### 1951–2000
- 1951
  - Edgardo Codesal, ex-árbitro de futebol mexicano.
  - Gilbert Baker, artista estadunidense (m. 2017).
  - François Jullien, filósofo francês.
  - Arnold Mühren, ex-futebolista neerlandês.
- 1952
  - Ana Cristina César, escritora brasileira (m. 1983).
  - Ana Bola, atriz e escritora portuguesa.
  - Benito Floro, treinador de futebol espanhol.
- 1954
  - Dennis Haysbert, ator estadunidense.
  - Vílson Taddei, ex-futebolista e treinador de futebol brasileiro.
  - Antero Greco, jornalista brasileiro (m. 2024).
  - Zdeněk Šreiner, futebolista tcheco (m. 2017).
- 1955
  - Heloísa Raso, atriz brasileira (m. 2019).
  - Dana Carvey, ator e comediante estadunidense.
- 1956
  - Jan Lammers, automobilista neerlandês.
  - Ernesto Labarthe, ex-futebolista peruano.
- 1958
  - Slavica Ecclestone, ex-modelo croata.
  - Mike Binder, cineasta, produtor, roteirista e ator estadunidense.
- 1960
  - Olga Bondarenko, ex-atleta russa.
  - Solange de Castro, jogadora de basquete brasileira (m. 2017).
  - Tony Hadley, cantor e compositor britânico.
- 1961 — Liam Cunningham, ator irlandês.
- 1963
  - Bernard Cazeneuve, advogado e político francês.
  - Ane Gabarain, atriz espanhola.
- 1964 — Caroline Link, atriz e cineasta alemã.
- 1965
  - Jens-Peter Herold, ex-meio-fundista alemão.
  - Manuel Silvestre, ex-jogador de polo aquático espanhol.
- 1966 — Petra van Staveren, ex-nadadora neerlandesa.
- 1967 — Sissi, ex-futebolista brasileira.
- 1968 — Navid Negahban, ator iraniano.
- 1969
  - Túlio Maravilha, ex-futebolista e político brasileiro.
  - Paulo Sérgio, ex-futebolista brasileiro.
  - Ol Parker, cineasta britânico.
- 1970
  - Sofia Aparício, manequim e atriz portuguesa.
  - Georgi Donkov, ex-futebolista búlgaro.
  - B-Real, rapper norte-americano.
- 1971
  - Irina Tolkunova, ex-jogadora de polo aquático russa.
  - Adriana Marques, cantora e compositora brasileira.
  - Anthony Montgomery, ator estadunidense.
  - Joel Tobeck, ator neozelandês.
  - Craig Watson, triatleta neozelandês.
  - Rustam Sharipov, ex-ginasta ucraniano.
- 1972 — Wentworth Miller, ator britânico.
- 1973
  - Marko Kristal, ex-futebolista e treinador de futebol estoniano.
  - Teófilo Ferreira, ex-nadador brasileiro.
  - Kevin Feige, produtor de cinema estadunidense.
- 1974 — Matt Serra, lutador estadunidense de artes marciais mistas.
- 1976
  - Tim Rice-Oxley, músico britânico.
  - Masenate Mohato Seeiso, rainha do Lesoto.
  - Antônio Rodrigo Nogueira, lutador brasileiro de artes marciais mistas.
  - Rogério Minotouro, lutador brasileiro de artes marciais mistas.
- 1977
  - Miguel Areias, ex-futebolista português.
  - Zachary Quinto, ator estadunidense.
- 1978
  - Nikki Cox, atriz estadunidense.
  - Taj Burrow, surfista australiano.
  - Dominic Cooper, ator britânico.
- 1979
  - Morena Baccarin, atriz brasileira-estadunidense.
  - Choirul Huda, futebolista indonésio (m. 2017).
- 1980
  - Caio Blat, ator brasileiro.
  - Fabrizio Moretti, músico brasileiro.
  - Abby Wambach, ex-futebolista estadunidense.
  - Guilherme Giovannoni, ex-jogador de basquete brasileiro.
  - Nacissela Maurício, ex-jogadora de basquete angolana.
  - Esteban Solari, ex-futebolista argentino.
- 1981
  - Nikolai Davydenko, ex-tenista russo.
  - João Derly, ex-judoca e político brasileiro.
- 1982
  - Jewel Belair Staite, atriz estadunidense.
  - Cascata, ex-futebolista brasileiro.
  - Velvet Sky, lutadora profissional norte-americana.
- 1983
  - Leandro Branco, ex-futebolista brasileiro.
  - Fredrik Stenman, ex-futebolista sueco.
- 1984
  - Paulius Grybauskas, ex-futebolista lituano.
  - Kevin Duhaney, ator e rapper estadunidense.
  - Erika Villaécija García, maratonista aquática espanhola.
- 1986
  - Franck Dja Djédjé, futebolista marfinense.
  - Bilal Mohammed, futebolista qatariano.
- 1987
  - Darin, cantor sueco.
  - Iban Iyanga, ex-futebolista guinéu-equatoriano.
  - Pascale Jeuland, ciclista francesa.
- 1988
  - Sergio Agüero, ex-futebolista argentino.
  - Takashi Inui, futebolista japonês.
  - Rubinho Nunes, político brasileiro.
- 1989
  - Ftampa, DJ e produtor musical brasileiro.
  - Freddy Adu, ex-futebolista estadunidense.
  - Awkwafina, atriz e rapper estadunidense.
  - Elman Tagayew, futebolista turcomeno.
- 1990
  - Sebastián Saavedra, automobilista colombiano.
  - Eunice Baía, atriz brasileira.
  - Oliver Baumann, futebolista alemão.
  - Michał Kwiatkowski, ciclista polonês.
- 1991 — Ryan Tyack, arqueiro australiano.
- 1992
  - Sérgio Oliveira, futebolista português.
  - Pajtim Kasami, futebolista suíço.
- 1993
  - Adam Taggart, futebolista australiano.
  - Mustafa Al-Bassas, futebolista saudita.
  - Billel Omrani, futebolista francês.
- 1994 — Jemma McKenzie-Brown, atriz britânica.
- 1995
  - Adelino Trindade, futebolista timorense.
  - Laslo Đere, tenista sérvio.
- 1996 — Luiz Araújo, futebolista brasileiro.
- 1998 — Pakin Kuna-anuvit, ator e ex-jogador de badmínton tailandês.
- 1999
  - Madison Leisle, atriz estadunidense.
  - Andrés Camilo Ardila, ciclista colombiano.
  - Wei Yi, enxadrista chinês.
- 2000
  - Jottapê, ator e cantor brasileiro.
  - Lilimar, atriz venezuelana.
  - Richard Ríos, futebolista colombiano.

### Século XXI
- 2002 — Nevin Harrison, canoísta norte-americana.
- 2003
  - Yusuf Demir, futebolista austríaco.
  - Nurgyul Salimova, enxadrista búlgara.

## Mortes

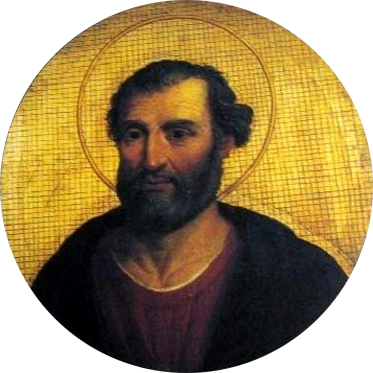
Papa Eugénio I

### Anteriores ao século XIX
- 0657 — Papa Eugénio I (n. 615).
- 0910 — Riquilda da Provença, rainha dos francos (n. 845).
- 1258 — Pedro de Portugal, nobre português (n. 1187).
- 1418 — Catarina de Lencastre, rainha consorte de Castela (n. 1373).
- 1438 — Ricardo, Conde de Étampes, nobre francês (n. 1395).
- 1503 — Clara Gonzaga, condessa de Montpensier (n. 1464).
- 1632 — Ernesto Casimiro I, Conde de Nassau-Dietz (n. 1573).
- 1647 — Cristiano, Príncipe Eleito da Dinamarca (n. 1603).
- 1671 — Sofia Leonor da Saxónia, nobre alemã  (n. 1609).
- 1701 — Madeleine de Scudéry, escritora francesa (n. 1607).
- 1761 — Jonas Alströmer, empresário sueco (n. 1685).
- 1794 — Adolfo Frederico IV, Duque de Mecklemburgo-Strelitz (n. 1738).

### Século XIX
- 1805 — Maria Teresa de Saboia (n. 1756).
- 1835 — François-Étienne Kellermann, general francês (n. 1770).
- 1882 — Giuseppe Garibaldi, patriota italiano (n. 1807).
- 1885
  - Carlos Antônio, Príncipe de Hohenzollern (n. 1811).
  - Maximiliano Maria, 7.º Príncipe de Thurn e Taxis (n. 1862).

### Século XX
- 1934 — James Rolph, político norte-americano (n. 1869).
- 1939 — Enrique Fernández Arbós, maestro e compositor espanhol (n. 1863).
- 1948
  - Karl Gebhardt, físico alemão (n. 1897).
  - Wolfram Sievers, oficial alemão (n. 1905).
  - Waldemar Hoven, físico alemão (n. 1903).
  - Karl Brandt, oficial alemão (n. 1904).
- 1967 — Benno Ohnesorg, estudante e ativista alemão (n. 1940).
- 1969 — Christen Christensen, patinador artístico norueguês (n. 1904).
- 1970 — Bruce McLaren, automobilista neozelandês (n. 1937).
- 1978 — Santiago Bernabéu, futebolista e empresário espanhol (n. 1895).
- 1984 — Raul Bopp, poeta brasileiro (n. 1898).
- 1990 — Rex Harrison, ator britânico (n. 1908).
- 1997 — Andrés Segovia, músico espanhol (n. 1893).
- 1998 — Junkyard Dog, wrestler estadunidense (n. 1952).
- 1999 — Junior Braithwaite, cantor jamaicano (n. 1949).

### Século XXI
- 2002 — Tim Lopes, jornalista brasileiro (n. 1950).
- 2008
  - Bo Diddley, músico estadunidense (n. 1928).
  - Mel Ferrer, ator, produtor e cineasta norte-americano (n. 1917).
  - Ferenc Fejtő, jornalista e cientista político húngaro (n. 1909).
- 2009
  - Tony Maggs, automobilista sul-africano (n. 1937).
  - Walter Bandeira, cantor e ator brasileiro (n. 1937).
- 2010 — António Rosa Coutinho, militar português (n. 1926).
- 2016 — Tom Kibble, físico britânico (n. 1932).
- 2018
  - Irenäus Eibl-Eibesfeldt, etnólogo austríaco (n. 1928).
  - Paul Delos Boyer, químico norte-americano (n. 1918).
- 2019 — Flora Diegues, atriz, diretora e roteirista brasileira (n. 1984).
- 2023 — Jacques Rozier, cineasta e roteirista francês (n.1926).
- 2025 — Pierre Nora, historiador francês (n. 1931).

## Feriados e eventos cíclicos
- Dia Internacional da Prostituta

### Argentina
- Dia do Economista

### Itália
- Festa della Repubblica Italiana (Festa da República).

### Cristianismo
- Blandina de Lyon
- Erasmo de Formia
- Félix de Nicósia
- Iuliu Hossu
- Marcelino e Pedro
- Nicéforo I de Constantinopla
- Papa Eugênio I
- Potino de Lugduno
- Sadok e Mártires de Sandomierz

## Outros calendários
- No calendário romano era o 4.º dia (IV) antes das nonas de junho.
- No calendário litúrgico tem a letra dominical F para o dia da semana.
- No calendário gregoriano a epacta do dia é xxvi ou 25.